# Kommagéné
Kommagéné (hettita nyelven Kummani, hurri nyelven Kumaḫa, ógörögül: Βασίλειον τῆς Kομμαγηνῆς, örményül Կոմմագենէի Թագավորութիւն) független ókori királyság Észak-Szíriában az Eufrátesz folyó nagy kanyarjának északi részén, a Torosz-hegységtől délre. A hettita időkben Hasszuva volt a neve, és I. Hattuszilisz óta általában Hatti része volt.
Kommagéné önálló története az újhettita Kumaha kialakulásával kezdődött, körülbelül az i. e. 12. század első felében. Ismeretlen időpontban, de i. e. 1178 után. Ebben az időben Hattuszasz elvesztette befolyását a szíriai régió felett, a szíriai alkirályságok is önállósultak (mint Kargamis), a köztes területeken pedig létrejöttek az újhettita államok elsői, a később északi csoportként emlegetett, hettita hagyományokat őrző államok. Kumaha hosszú időn át élet-halál harcot folytatott a többi újhettita királysággal, ennek során több területet foglalt el, így a korábbi északi szomszédot, Kammanut, és időnként a nyugati szomszédot, Gurgumot is annektálta. Az i. e. 9. század és i. e. 8. század fordulóján viszont valószínűleg a Tabaal királyságok része volt.
Kumaha legkorábbi története nem ismert. Az asszír évkönyvek akkor kezdenek el beszélni róla, amikor Asszíria adófizetőjévé vált, az i. e. 9. század közepe táján. Még ekkor is kifejezetten hettita uralkodónevekkel találkozunk, mint Muvatallisz (asszír Mutallu), Szuppiluliumasz (asszír Uspilulme) és két Hattuszilisz. Elképzelhető, hogy a Hettita Birodalom végső bukása során III. Hattuszilisz sok leszármazottjának valamelyike vette kezébe a területet.
I. e. 708-ban II. Sarrukín végleg annektálta, fél évezreden keresztül ütközőterületként szolgált az anatóliai és mezopotámiai államok között.